# Доходный дом Г. А. Бернштейна
Доходный дом Г. А. Бернштейна — памятник архитектуры. Расположен в Центральном районе Санкт-Петербурга, современный адрес дома — 3-я Советская улица, 9, 2-я Советская улица, 10 литера Б.
Здание построено А. С. Хреновым в 1904—1905 годах. Фасад кирпичный, светло-серый, украшен лепниной, у него два крупных эркера, лопатки и креповки. На уровне бельэтажа расположен балкон (схожий с балконами других домов того же архитектора, на Таврической улице, 17 и в доходном доме Муяки), сегментовидное завершение центральной оси схоже с элементом дома на Таврической улице.
Лестница здания облицована бирюзовым глазурованным кирпичом и украшена панно с белыми лилиями, фризом с кувшинками, лепными картушами с рогозом (и с датами постройки), орнаментом на плафоне. Полотна дверей филёнчатые, с вертикальными бороздами разной длины и резными маками. Напольная плитка — с васильками, цветочные же мотивы использованы в узоре перил и сохранившихся витражах, в угловых нишах межэтажных площадок сделаны сиденья для отдыха.

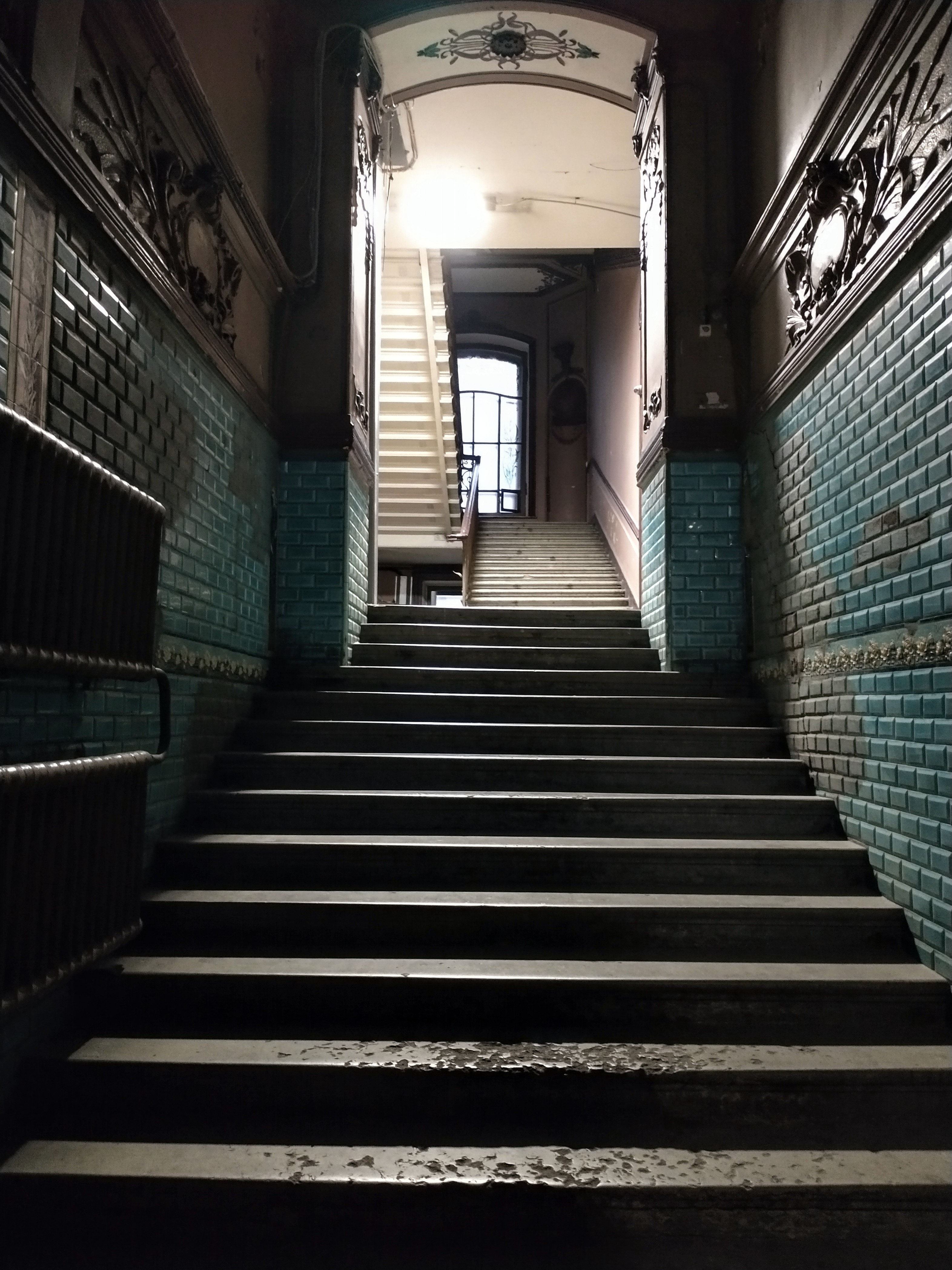
Вид парадной лестницы
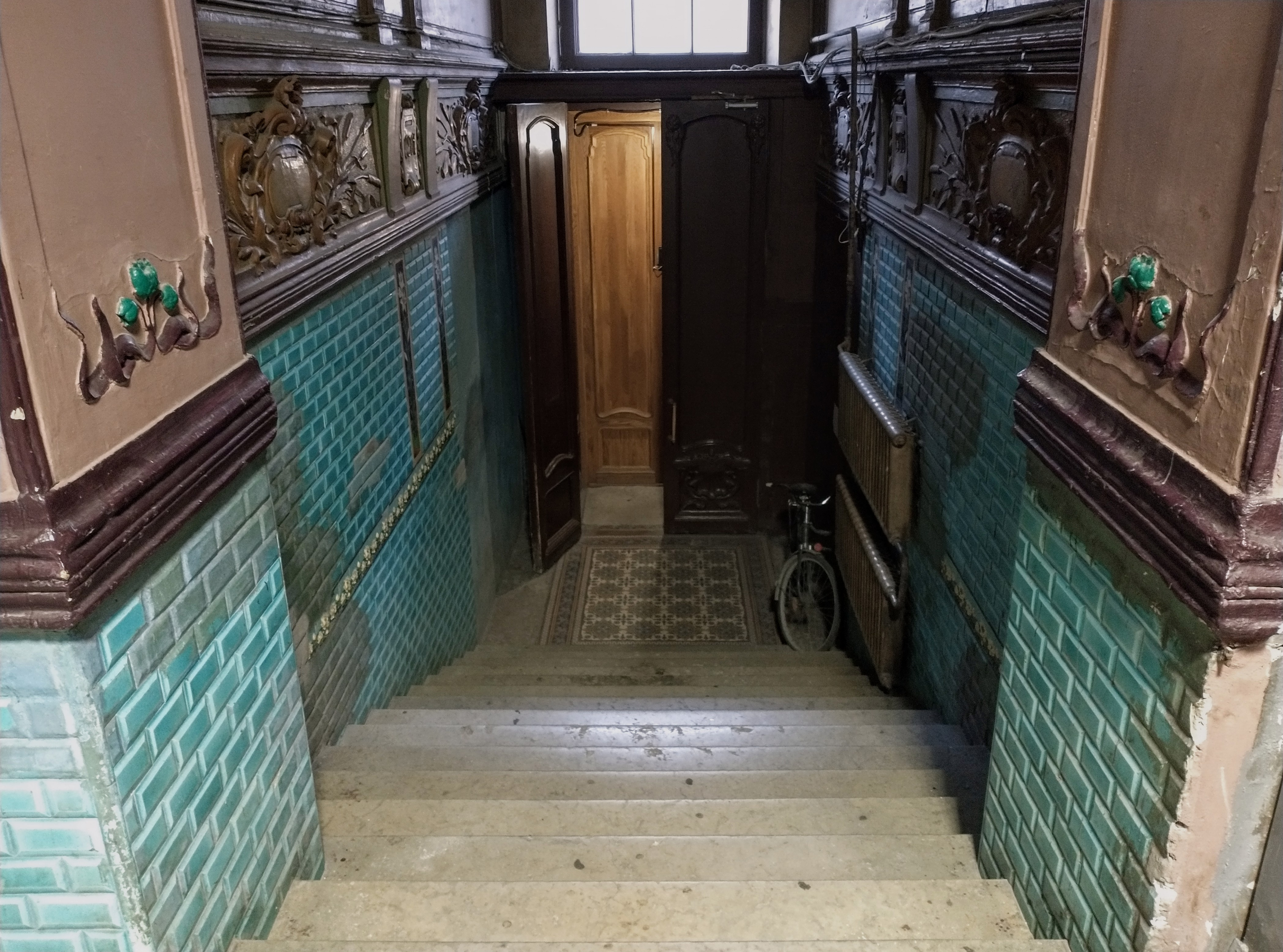
Вид парадной лестницы
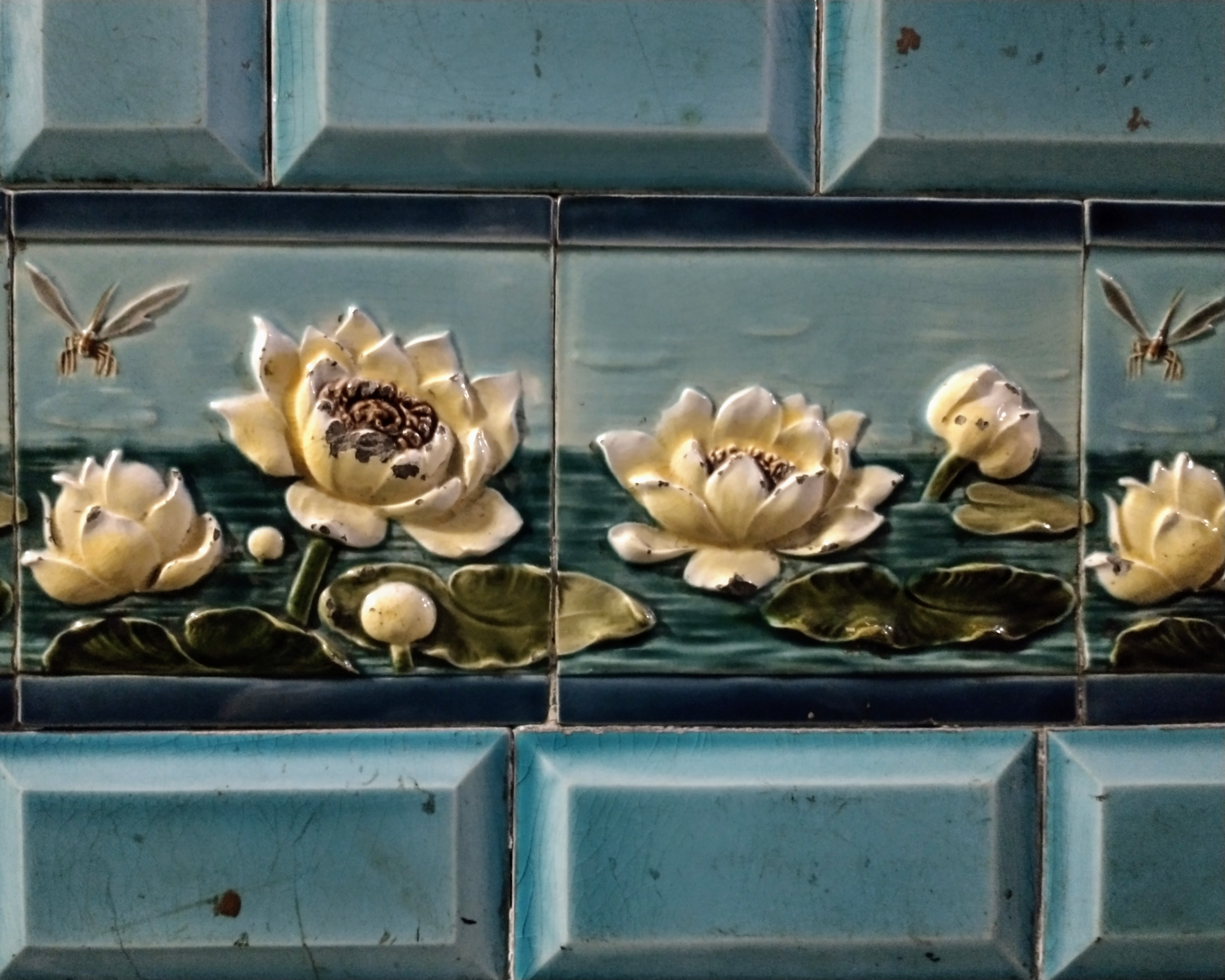
Панно с белыми лилиями
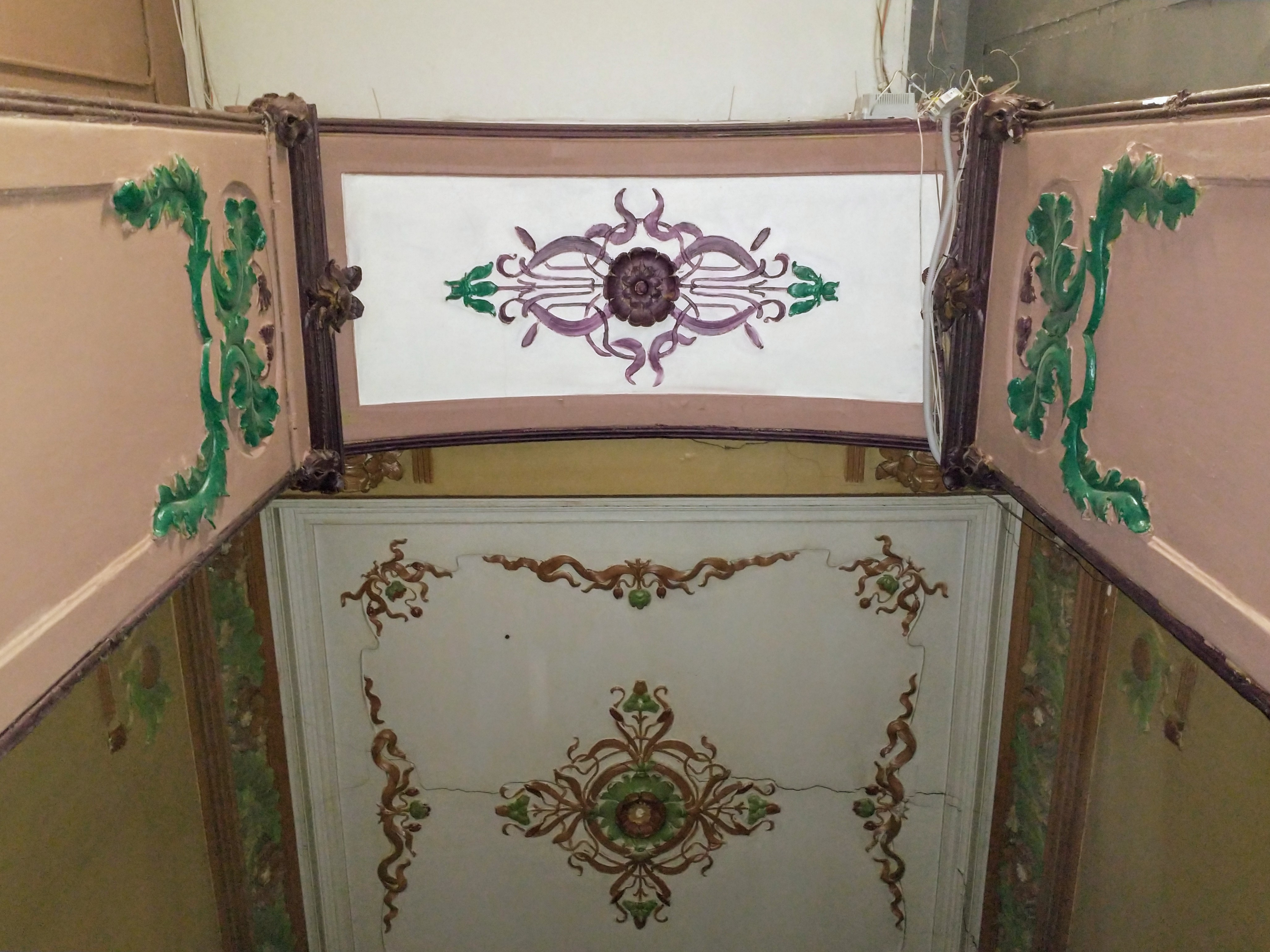
Орнамент плафона
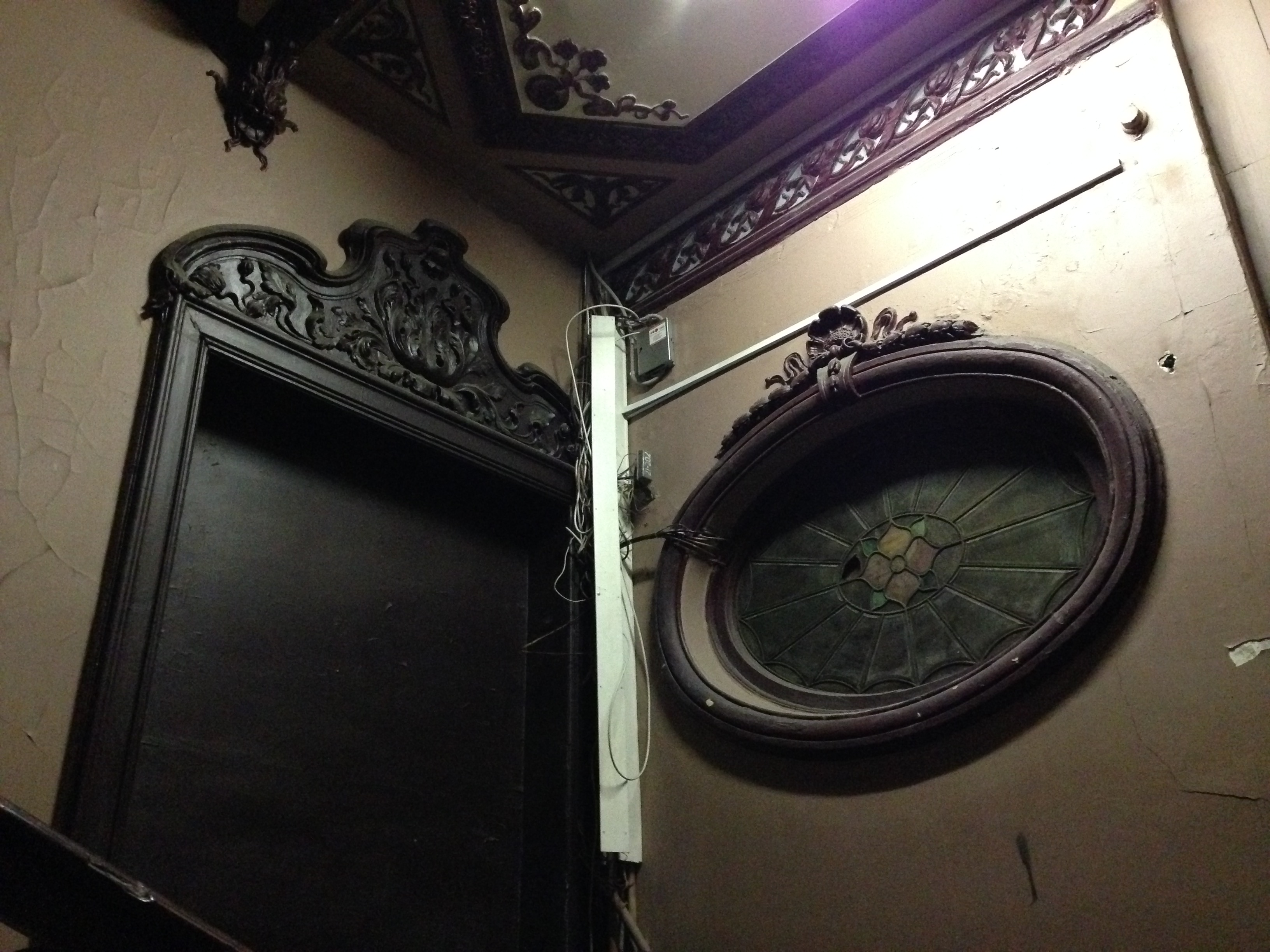
Цветочные мотивы сохранившихся витражей